# Julian Alfred Steyermark
Julian Alfred Steyermark est un botaniste américain né le 27 janvier 1909 et mort le 15 octobre 1988.
Le serpent Atractus steyermarki a été nommé en son honneur par Jánis Arnold Roze en 1958,

## Biographie
Julian Alfred Steyermark est né à St. Louis (Missouri) , fils unique de l'homme d'affaires Leo L. Steyermark et de Mamie I. Steyermark (née Isaacs).
Il étudia à la Henry Shaw School of Botany de la Washington University à St. Louis , où il a terminé son doctorat. en 1933.
Au cours de sa vie, Steyermark a collecté plus de 130 000 plantes dans 26 pays, ce qui lui a valu une inscription au Livre Guinness des records .